# گیلبرت اسچالر
 گیلبرت اسچالر (انگلیسی: Gilbert Schaller؛ زاده ۱۷ مارس ۱۹۶۹) یک تنیس‌باز اهل اتریش است.